# Djemaa Beni Habibi
Djemaa Beni Habibi est une commune de la wilaya de Jijel en Algérie. Elle est située au nord-est de la wilaya près des côtes méditerranéennes, à 40 km à l’est de la ville de Jijel et à 90 km au nord-ouest de la ville de Constantine.

## Géographie

### Situation
Le territoire de la commune de Djemaa Beni Habibi se situe au nord de la wilaya de Jijel. Son territoire (48,75 km2) est limité par la rive ouest de la vallée de Oued-el-Kebir et le mont Seddat (935 m).
| Sidi Abdelaziz    | Sidi Abdelaziz     | Kheïri Oued Adjoul |
| El Kennar Nouchfi | Djemaa Beni Habibi | El Ancer           |
| Bordj Tahar       | Bouraoui Belhadef  | El Ancer           |

### Relief
Le relief de la commune est formé en grande majorité d’une chaîne de montagnes couvertes de forêts de chênes, pins, saules, ormes et d’oliviers, ces montagnes entourent quelques plaines étroites dont la plus importante est située à l’est (environ 800 hectares).

### Climat
Le climat est tempéré, chaud et sec en été, pluvieux et humide en hiver.

### Localités de la commune
La commune de Djemaa Beni Habibi est composée de dix-huit localités :
- Aïlel
- Arhil
- Boulaaneb
- Boualoui
- El Aouiana
- El Bacira
- El Houch
- El Kaada (chef-lieu de la commune)
- Hamdoun
- Ihedadane
- Ouled Diffellag
- Ouled Moussa
- Rouinet
- Saïd
- Souk El Djammaa
- Taïaraou
- Tamezrar
- Takhenaket
- Tisbilène
- Zaouia

## Économie
Les principaux secteurs économiques de la commune sont l’agriculture et l’élevage où la production de certains produits est concurrentielle.
Pour l'huile d’olive par exemple, la production annuelle de la commune est estimée à environ 250 000 litres, alors que pour les fraises la production avoisine les 500 tonnes. Parmi d’autres activités importantes de la commune, la confection de vêtements et d’autres métiers artisanaux.

## Galerie de photos

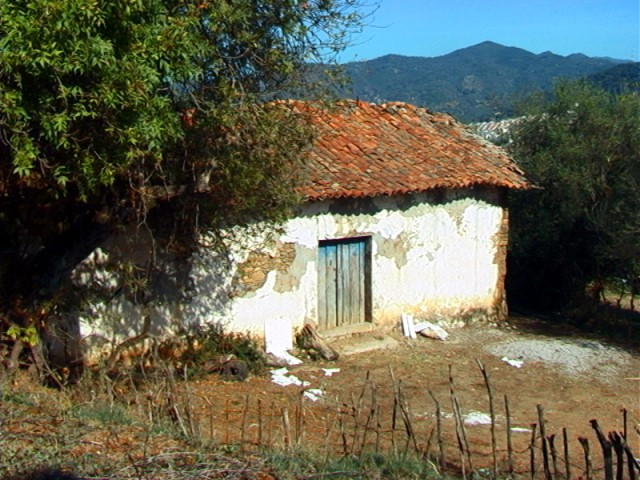
Jijel, Djemaa Beni Habibi - La vieille maison de Ben Fiala ~ 1870